# Brita Baldus
Brita Pia Baldus, född 4 juni 1965 i Leipzig, är en inte längre aktiv tysk simhoppare som tävlade för Östtyskland och efter 1990 för Tyskland.
Baldus blev sedan 1981 flera gånger östtysk mästare i simhopp. Hon var även den bästa östtyska kvinnliga simhopparen 1984 men på grund av att Östtyskland bojkottade de Olympiska spelen i Los Angeles fick hon inte delta. Hennes första Olympiska spelen blev därför Seoul 1988. Hon nådde där som bäst en sjunde plats. Den största framgången kom i Barcelona 1992 där hon vann en olympisk bronsmedalj. Baldus har även tre guldmedaljer från europamästerskapen (1983, 1991, 1993).
1984 mottog hon den östtyska utmärkelsen Vaterländischer Verdienstorden.